# Luis Daniel Rivera
Luis Daniel Rivera (Utuado, 4 de agosto de 1946) es un actor y locutor de radio puertorriqueño. Es mejor conocido por su participación en telenovelas puertorriqueñas, dominicanas y mexicanas. También ha participado en algunas películas.
También es un exmiembro del Partido Nuevo Progresista (PNP), un partido político que aboga por una posible y futura estadidad puertorriqueña (como el estado número 51 de los Estados Unidos). Rivera, sin embargo, dice que, desde que se retiró como miembro de ese partido, prefiere no hablar públicamente de temas políticos o ideologías.

## Primeros años de vida
Nació el 4 de agosto de 1946 en Utuado. Es hijo de David Rivera Serrano, quien era agricultor. El padre de Rivera estaba enfermo, y como consecuencia de ello, quiso, desde niño, estudiar medicina para poder curar las enfermedades de su padre. Cuando tenía sólo seis años, tuvo la oportunidad de hablar frente a una audiencia por primera vez, cuando se le pidió que leyera un poema frente a sus compañeros de primer grado. Asistió a la escuela primaria y secundaria en el Colegio San Miguel en Utuado, y también participó en la catedral católica local como monaguillo, antes de que él y su familia se mudaran, cuando era adolescente, a la ciudad puertorriqueña de Manatí.
Asistió a la escuela secundaria en Manatí; allí, su profesor de español lo animó a convertirse en actor. Una de las personas que lo vio en Manatí fue la destacada figura del teatro puertorriqueño, Leopoldo Santiago Lavandero, quien durante esa época también descubrió el talento de otro legendario actor puertorriqueño, el mayagüezano Adrián García.
Poco después, decidió mudarse a la capital de Puerto Rico, la ciudad norteña de San Juan, donde se inscribió en una clase de actuación impartida por Laura Martell y por otro legendario actor de televisión (y teatro) puertorriqueño, Edmundo Rivera Álvarez (sin relación). En San Juan, trabajó como locutor de radio, e hizo su debut en el teatro, interpretando a Jesús de Nazaret en una obra titulada Pasión y Muerte.

## Trayectoria profesional
Poco después, en 1964, hizo su debut televisivo, actuando en telenovelas. También actuó en radionovela s -telenovelas transmitidas en vivo por emisoras de radio- y, para complementar sus ingresos, también consiguió un empleo en el departamento de circulación del periódico puertorriqueño, El Mundo, y otro, en la empresa lechera Tres Monjitas, donde fue agente de ventas al por mayor durante un tiempo.
En 1970, participó en lo que a veces se considera un clásico de la telenovela puertorriqueña, Tomiko. También actuó en La mentira, y en el gran éxito de finales de los años 1970, Cristina Bazán, donde tuvo la oportunidad de actuar junto al cantante y actor venezolano José Luis Rodríguez y la actriz puertorriqueña Johanna Rosaly.
Cuando tenía entre 25 y 26 años, en 1972, fue contactado por Esther Palés, del Canal 2, quien le ofreció al joven un contrato con ese canal. Pronto protagonizó una telenovela vespertina y, en 1974, fue elegido para la telenovela El hijo de Ángela María, que se convirtió en un gran éxito en América Latina y también abarcó una película, también llamada El hijo de Ángela María. En esas dos producciones compartió créditos nuevamente con Johanna Rosaly y con el actor y presentador cubano Rolando Barral.
Por esa época, también participó como presentador de espectáculos, en un programa de televisión puertorriqueño llamado Super Show Goya (patrocinado por Goya Foods) junto a Luz Odilia Font y el chileno Enrique Maluenda. En 1977, Rivera actuó en la película mexicana Santo en Oro Negro, junto al legendario luchador de lucha libre mexicana El Santo.
Durante 1983, aceptó una oferta del productor chileno Valentín Pimstein para trabajar en México, en una telenovela llamada La fiera, donde trabajó junto a los actores mexicanos Guillermo Capetillo y Victoria Ruffo, entre otros. La fiera fue un gran éxito en México, Perú y Brasil, dándole exposición internacional en esos países. También se mostró en el mismo Puerto Rico y otros países de América Latina.
En República Dominicana, Rivera actuó en una telenovela llamada Llanto en mi ciudad.
Recibió una oferta para establecerse permanentemente en México o trabajar como actor en Perú; prefirió regresar a su país natal, Puerto Rico, para estar cerca de su ya creciente familia. Esto ocurrió en 1985, cuando fue invitado por sus compatriotas puertorriqueñas, las actrices Ángela Meyer y Camille Carrión, a unirse a su compañía productora, Producciones Meca, para un proyecto que esa compañía tenía con el entonces regresado Canal 11. Su regreso a la televisión puertorriqueña se produjo en un programa llamado Casa de mujeres. Su asociación con Carrión y Meyer lo llevó a ser elegido para otra conocida telenovela puertorriqueña, La isla.
Desde entonces, ha estado semirretirado de la actuación, en parte debido a que las cadenas de televisión puertorriqueñas redujeron el número de telenovelas producidas en la isla caribeña a partir de finales de la década de 1980. Luego se convirtió en un político del Partido Nuevo Progresista, el cual reclamaba la estadidad de la isla, pero desde entonces se retiró también de ese partido y ha adoptado una postura básica apolítica cada vez que le preguntan sobre política en las entrevistas. Ha vuelto a actuar de vez en cuando.
Además, estuvo involucrado en un proyecto llamado el «Proyecto Dramático Radial de la Corporación de Puerto Rico para la Difusión Pública», el cual era un proyecto dirigido a darle trabajo estable a los actores puertorriqueños y otras personas indirectamente involucradas en la profesión de la actuación (como directores, técnicos, maquilladores y similares). Afirma haber propuesto el proyecto en un primer momento al entonces gobernador Rafael Hernández Colón, pero que fue el siguiente gobernador, Pedro Rosselló, quien finalmente lo aceptó. Como parte de ese proyecto se produjeron numerosos espectáculos, como comedias, radionovelas y otros espectáculos dramáticos.

## Vida personal
Se casó, a la temprana edad de 18 años, con Leonor Marín, en 1964. Entre sus hijos se encuentran Luis Daniel Rivera, Jr. (nacido en 1965) y sus hijas Waleska y Lizbeth Rivera (nacidas en 1970 y 1972, respectivamente). Tiene varios nietos y, al menos, una bisnieta conocida públicamente.
El 27 de junio de 1985, Rivera y su esposa estaban entre los 257 pasajeros de un vuelo de American Airlines, el vuelo 633, un DC-10 que se estrelló durante el despegue del Aeropuerto Internacional Luis Muñoz Marín en San Juan en camino a Dallas, Texas. Todos sobrevivieron al accidente, en el que Rivera sufrió heridas leves y requirió atención médica.
Apoyó a Pedro Rosselló para gobernador de Puerto Rico en las elecciones generales de Puerto Rico de 1992.